# Waterloo (film, 1957)
Pour les articles homonymes, voir Waterloo (homonymie).
Waterloo est un documentaire satirique sur les lieux de mémoire de la commune belge siège de la célèbre bataille, réalisé en 1957 par Edmond Bernhard.

## Fiche technique
- Scénario et réalisation : Edmond Bernhard
- Production : Filmsonor
- Directeur de la photographie : Paul de Fru
- Musique : Robert Leuridan
- Sortie Belgique : novembre 1957
- Censure Belgique : Enfant admis
- Tournage : à Waterloo, Brabant wallon, Belgique
- Durée : 18 minutes